# Рэскоу, Джудит
Джудит Рэскоу (англ. Judith Rascoe, род. 17 апреля 1941) — американский сценарист, известная такими фильмами, как «Гавана», «Кто остановит дождь» и «Дорожное кино».
Она училась в Стэнфордском университете, провела год по программе Фулбрайта в Бристольском университете, какое-то время училась в Гарварде и вскоре начала публиковать рассказы.
Позже она работала журналистом и преподавателем художественной литературы в Йельском университете, прежде чем почти случайно обратилась к сценарному мастерству. Независимый режиссёр Джо Стрик наткнулся на один из её рассказов в The Atlantic и спросил, не хочет ли она написать сценарий. Это предложение превратилось в её дебют 1973 года «Дорожное кино» (Road Movie).
В 1973 году она также опубликовала сборник рассказов «Твоё и моё» (Yours and Mine).

## Избранная фильмография
- Гавана (1990)
- Съешь чашку чая[англ.] (1989)
- Бесконечная любовь (1981)
- Кто остановит дождь (1978)
- Портрет художника в юности[англ.] (1977)
- Срок жизни[англ.] (1975)